# 太陽は死んじゃいない
『太陽は死んじゃいない』（たいようはしんじゃいない）は1994年にリリースされた、甲斐よしひろの4枚目のオリジナル・アルバム。

## 概要
デビューから在籍した東芝EMIからポニーキャニオンへの移籍後初のアルバム。キャッチコピーは「シンガーKAIからの最高のカタルシス」。
甲斐よしひろアルバムで、本作のみリマスター盤による再発が無い。

## 収録曲
| 全作詞・作曲: 甲斐よしひろ、全編曲: 瀬尾一三。 |                                                      |              |              |      |
| #                                              | タイトル                                             | 作詞         | 作曲・編曲   | 時間 |
| 1.                                             | 「愛と呼ばれるもの」                                 | 甲斐よしひろ | 甲斐よしひろ | 3:52 |
| 2.                                             | 「橋の明かり」                                       | 甲斐よしひろ | 甲斐よしひろ | 4:21 |
| 3.                                             | 「渇いた街」                                         | 甲斐よしひろ | 甲斐よしひろ | 5:20 |
| 4.                                             | 「GET!」                                             | 甲斐よしひろ | 甲斐よしひろ | 4:57 |
| 5.                                             | 「かけがえのないもの」                               | 甲斐よしひろ | 甲斐よしひろ | 4:45 |
| 6.                                             | 「恋愛平行線」                                       | 甲斐よしひろ | 甲斐よしひろ | 4:44 |
| 7.                                             | 「アジテイター」                                     | 甲斐よしひろ | 甲斐よしひろ | 4:25 |
| 8.                                             | 「ラヴァー・ホリック」                               | 甲斐よしひろ | 甲斐よしひろ | 5:23 |
| 9.                                             | 「光あるうちに行け」(吉岡秀隆へ提供曲のセルフカバー) | 甲斐よしひろ | 甲斐よしひろ | 6:07 |
| 10.                                            | 「火傷-YAKEDO-」(渇いた街のc/w曲)                    | 甲斐よしひろ | 甲斐よしひろ | 5:43 |
| 合計時間:                                      | 合計時間:                                            | 49:37        |              |      |